# Rue Merlin
La rue Merlin est une voie du 11e arrondissement de Paris, en France.

## Situation et accès
La rue Merlin est une voie publique située dans le 11e arrondissement de Paris. Elle débute au 151, rue de la Roquette et se termine au 126, rue du Chemin-Vert.

## Origine du nom
Elle porte le nom du jurisconsulte et homme politique français Philippe-Antoine Merlin de Douai (1754-1838) 

## Historique
Ouverte par l'Assistance publique par décret du 11 juillet 1860, cette voie a reçu par décret du 2 mars 1864 le nom de « rue Merlin », à cause du voisinage de la prison des jeunes ou Petite Roquette, aujourd'hui supprimée.

## Bâtiments remarquables et lieux de mémoire
- Au no 15 se trouve la salle Olympe-de-Gouges, salle de spectacle de 600 places construite à la place de la prison pour femmes de la Roquette.